# Cophixalus nubicola
Espèce
Statut de conservation UICN

 VU D2 : Vulnérable
Cophixalus nubicola est une espèce d'amphibiens de la famille des Microhylidae.

## Répartition
Cette espèce est endémique de la province des Hautes-Terres orientales en Papouasie-Nouvelle-Guinée. Son aire de répartition concerne uniquement le mont Michael, à environ 3 100 m d'altitude,.

## Publication originale
- Zweifel, 1962 : Frogs of the microhylid genus Cophixalus from the mountains of New Guinea. American Museum Novitates, no 2087, p. 1-26 (texte intégral).